# Ривијера (Варезе)
Ривијера је насеље у Италији у округу Варезе, региону Ломбардија.
Према процени из 2011. у насељу је живело 109 становника. Насеље се налази на надморској висини од 221 м.